# Ōgata
Ōgata (jap. 大潟村 Ōgata-mura) – wieś w północnej Japonii, na wyspie Honsiu, w prefekturze Akita, w powiecie Minamiakita. Ma powierzchnię 170,11 km². W 2020 r. mieszkało w niej 3 011 osób, w 835 gospodarstwach domowych  (w 2010 r. 3 218 osób, w 800 gospodarstwach domowych) .

## Historia
Pierwotnie laguna Hachirō-gata zajmowała obszar 12 na 27 km i miała 82 km obwodu, będąc drugim pod względem wielkości zbiornikiem wodnym Japonii. Po 1954 roku profesor Ph. Jansen i inżynier A. Volker przeprowadzili studium wykonalności osuszenia laguny. Prace rozpoczęły się w 1957 roku i trwały 20 lat. W marcu 1977 roku, kosztem 85,2 miliarda dolarów, lagunę pokryto 17 203 hektarami żyznej gleby. Pierwsi ludzie osiedlili się na osuszonych częściach już w 1964 roku. 

## Geografia
Ōgata położona jest w północno-wschodniej części prefektury nad jeziorme Hachirō-gata, gdzie zajmuje powierzchnię 170,11 km². Przechodzą tędy 3 drogi: 42, 54, 298.

Kosaka w prefekturze Akita

## Demografia
| 1995  | 2000  | 2005  | 2010  | 2015  | 2020  |
| ----- | ----- | ----- | ----- | ----- | ----- |
| 3 311 | 3 323 | 3 256 | 3 218 | 3 110 | 3 011 |